# ザ・グレイト・エスケープ
『ザ・グレイト・エスケープ』（The Great Escape）は、イギリスのオルタナティヴ・ロック・バンド、ブラーの4枚目のスタジオ・アルバム。
イギリスのアルバムチャートで2週連続1位、56週チャートイン。

## 収録曲
作詞・デーモン・アルバーン、作曲・アルバーン、グレアム・コクソン、アレックス・ジェームス、デイヴ・ロウントゥリー。
1. ステレオタイプス - "Stereotypes" – 3:10
シングル曲。
2. カントリー・ハウス - "Country House" – 3:57
いわゆる「ブラー・オアシス戦争」（オアシスとのシングル同時発売によるチャート競争）にて「ロール・ウィズ・イット」を抑えバンド初の全英1位を獲得した楽曲。仕事で成功をして引退し、田舎に大きなカントリー・ハウスを買って悠々自適に暮らす、スノッビーな男についての曲。ライブでは陽気なリズム進行により観客が盛り上がる人気の曲でもあったが、前述の因縁によるブリットポップ狂騒とそのネガティヴ・イメージの象徴ともなった曲であり、バンド自身の自己嫌悪によって長らくライブでは封印状態にあった。しかし、2009年の再始動公演にてこの曲が10年ぶりにセットリストに復活している。プロモーション・ビデオの監督は、アレックスの大学時代の友人でもある現代美術家のダミアン・ハーストが務めている。
3. ベスト・デイズ - "Best Days" – 4:49
4. チャームレス・マン - "Charmless Man" – 3:34
シングル曲。
5. フェイド・アウェイ - "Fade Away" – 4:19
6. トップ・マン - "Top Man" – 4:00
7. ザ・ユニヴァーサル - "The Universal" – 3:58
デモ段階ではもっとリズムの速いレゲエ調の曲であったが、アレックスの提案でリズムを落とし、ストリングスを取り入れた壮大なバラード曲に仕上がった。ユニバーサルという架空の抗鬱剤によって人々の心が飼いなさられているという近未来についての曲。全英5位。プロモーション・ビデオは、スタンリー・キューブリック監督の映画『時計じかけのオレンジ』のオマージュになっている。
8. ミスター・ロビソンズ・クワンゴ - "Mr. Robinson's Quango" – 4:02
アルバム制作時、最初にレコーディングされた曲。
9. ヒー・ソウト・オブ・カーズ - "He Thought of Cars" – 4:15
10. イット・クッド・ビー・ユー - "It Could Be You" – 3:14
日本限定でシングルカットされている。曲名は宝くじの宣伝文句から名づけられた。
11. アーノルド・セイム - "Ernold Same" – 2:07
後のロンドン市長、ケン・リヴィングストンがナレーションで参加。曲名はピンク・フロイドの「アーノルド・レーン」をもじって名付けられた。
12. グローブ・アローン - "Globe Alone" – 2:23
13. ダン・アブノーマル - "Dan Abnormal" – 3:24
14. エンターテイン・ミー - "Entertain Me" – 4:19
15. ユウコ・アンド・ヒロ - "Yuko and Hiro" – 5:24
日産で働く日本人の会社員がテーマの曲。部分的に日本語で歌われている。

## チャート
| チャート（1995年）               | 最高順位 |
| -------------------------------- | -------- |
| イギリス（全英アルバムチャート） | 1        |